# Еурота
Еурота (грч. Ευρώτας) је једна од највећих река на Пелопонезу у јужној Грчкој. Извире у Тајгетском горју, северозападно од границе између Лаконије и покрајине Аркадије, тече у правцу север-југ, дуга је 82 km и уива се у Јонско море у Лаконском заливу. Древна држава-град Спарта, је била изграђена на обалама Еуроте, која је била његов главни извор свеже воде. Данас се речна вода користи за наводњавање, па је Еурота скоро сува током летњих месеци. Воде Еуроте се користе за наводњавање усева, углавном агрума, по којима је Лаконија позната. Равница Елос у близини ушћа реке је посебно плодно земљиште. Река се кроз историју користила за превоз, односно као алтернатива луци Гутеио. У зимским месецима, Еурота је склона поплавама, па су 24. новембра 2005. биле велике поплаве. Оштећене су зграде и насукани аутомобили на улицама. Усеви, укључујући долину са наранџама и маслињацима су такође оштећени. Поплаве су захватиле и многа села дуж долине.